# レキシントン・アベニュー-53丁目/51丁目駅
レキシントン・アベニュー-53丁目/51丁目駅（レキシントン・アベニュー-53ちょうめ/51ちょうめえき、英: Lexington Avenue–53rd Street/51st Street）はニューヨーク市地下鉄IRTレキシントン・アベニュー線とINDクイーンズ・ブールバード線の乗換駅である。マンハッタン区ミッドタウンのレキシントン・アベニューと53丁目の交差点およびレキシントン・アベニューと51丁目の交差点に位置し、以下の系統が停車する。
- 6系統・E系統：終日
- M系統：平日23時まで
- <6>系統：平日20時45分までのラッシュ時混雑方面
- 4系統：深夜帯

当駅はIRTの51丁目駅と、INDのレキシントン・アベニュー-53丁目駅からなる乗換駅である。また、IND2番街線の55丁目駅は当駅に接続する形で建設される予定である。
2016年の年間乗降客数は1992万9405人でニューヨーク市地下鉄の駅では11位となっている。
両駅は元々独立した2駅として開業しており、1988年に完成した連絡通路で結ばれるまでは乗換駅としては機能していなかった。

## 駅構造
| G                                             | 地上階                         | 出入口 （52丁目-レキシントン・アベニュー交差点北東角にエレベーターあり） |
| B1 レキシントン ・アベニュー線 緩行線・ホーム | 相対式ホーム、右側の扉が開く。 | 相対式ホーム、右側の扉が開く。 |
| B1 レキシントン ・アベニュー線 緩行線・ホーム | 北行緩行線                     | ← 深夜帯：ウッドローン駅行き（59丁目駅） ← 平日午後：パークチェスター駅行き（59丁目駅） ← 平日午後以外：ペラム・ベイ・パーク駅行き（59丁目駅） ← 平日午後：ペラム・ベイ・パーク駅行き（59丁目駅） |
| B1 レキシントン ・アベニュー線 緩行線・ホーム | 南行緩行線                     | → 深夜帯：ニューロッツ・アベニュー駅行き（グランド・セントラル-42丁目駅）→ ブルックリン・ブリッジ-シティ・ホール駅行き（グランド・セントラル-42丁目駅）→                                          |
| B1 レキシントン ・アベニュー線 緩行線・ホーム | 相対式ホーム、右側の扉が開く。 | |
| B2 レキシントン ・アベニュー線 急行線         | 北行急行線                     | ← 通過 |
| B2 レキシントン ・アベニュー線 急行線         | 南行急行線                     | → 通過 → |
| B3 クイーンズ ・ブールバード線 ホーム         | 南行線                         | ← ワールド・トレード・センター駅行き（5番街/53丁目駅） ← 平日：メトロポリタン・アベニュー駅行き（5番街/53丁目駅）                                                                                 |
| B3 クイーンズ ・ブールバード線 ホーム         | 島式ホーム、左側の扉が開く。   | |
| B3 クイーンズ ・ブールバード線 ホーム         | 北行線                         | → ジャマイカ・センター-パーソンズ/アーチャー駅行き（コート・スクエア-23丁目駅）→ 平日：フォレスト・ヒルズ-71番街駅行き（コート・スクエア-23丁目駅）→                                              |

両駅間を繋ぐ連絡通路はエレベーター1機と階段2つのあるレキシントン・アベニューと52丁目北東の出入口に接続している。この連絡通路を介し両駅間を1日に約50,000人の乗客が移動している。

## IRTレキシントン・アベニュー線
IRTレキシントン・アベニュー線51丁目駅（51ちょうめえき、英語: 51st Street）は1918年7月17日に開業した相対式ホーム2面と急行線2線・緩行線2線を有した2面4線の地下駅である。急行線は緩行線の下を通っておりホームには面しておらず、深夜帯以外の4系統と5系統が通過している。また、南北ホームどちらにも急行線からの非常階段が接続している。駅には1989年にNina Yankowitzが製作した『Tunnel Vision』というアートワークが設置されている。
当駅はレキシントン・アベニュー線内において、レキシントン・アベニュー下を走る区間では最も南に位置する駅となっている。当駅の南でパーク・アベニューに移る。
INDクイーンズ・ブールバード線ホームへの連絡通路は北行ホーム北端から出ており、ここには南行ホームからのホーム間連絡通路も接続している。

### 出入口
終日開いている改札口は両ホーム中央に位置し、南行ホーム南端には一部時間帯のみ開いている改札口がある。この南端の改札口からはレキシントン・アベニューと50丁目の交差点北西に出ることができる。
中央の改札口からは南北ホームからそれぞれ地上へ階段が4つずつ（計8つ）出ており、レキシントン・アベニューと51丁目の交差点北東・南東に北行ホームからの階段がそれぞれ2つずつ、同交差点北西・南西に南行ホームからの階段がそれぞれ2つずつ接続している。

### 画像

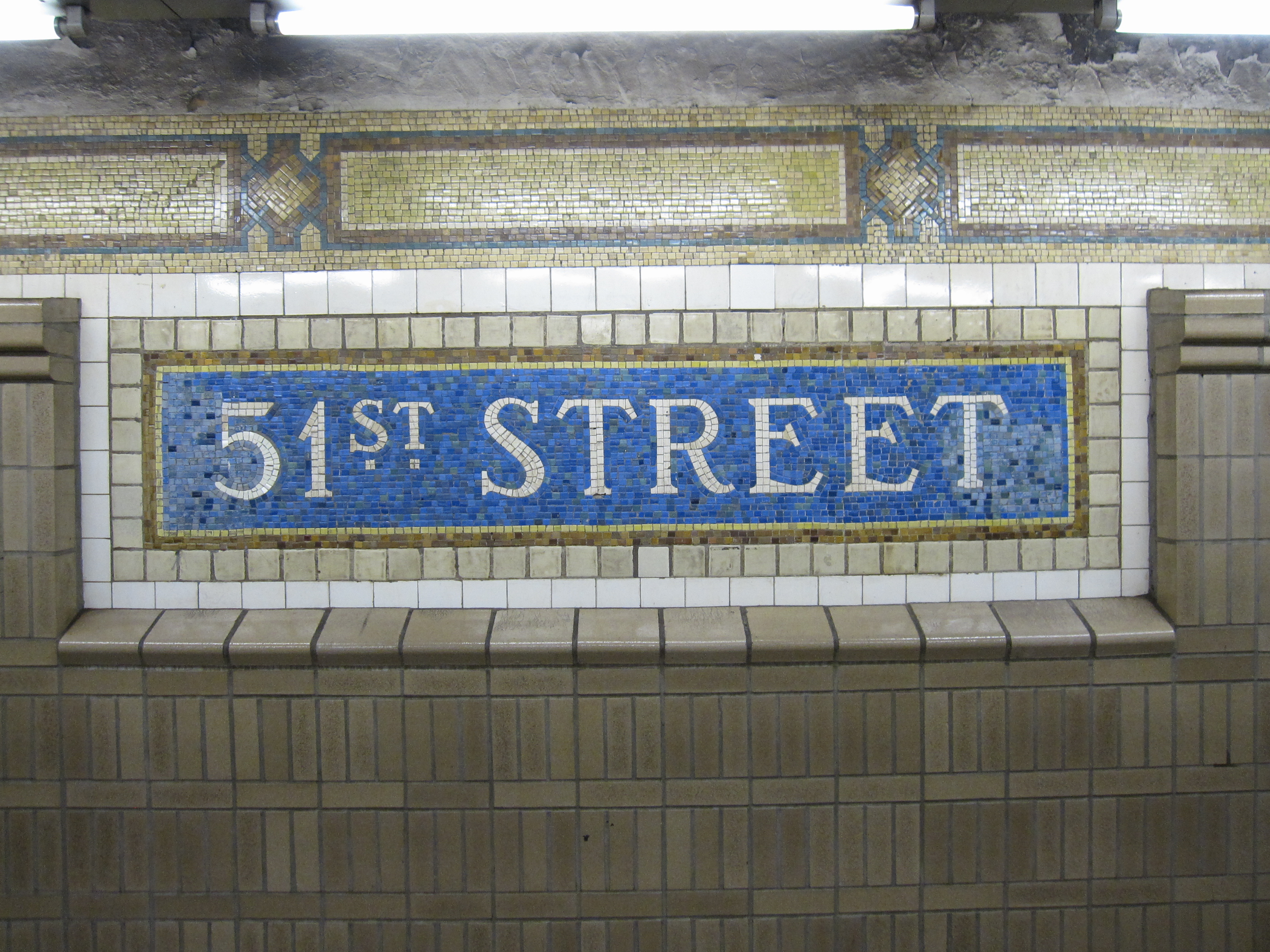
駅名標
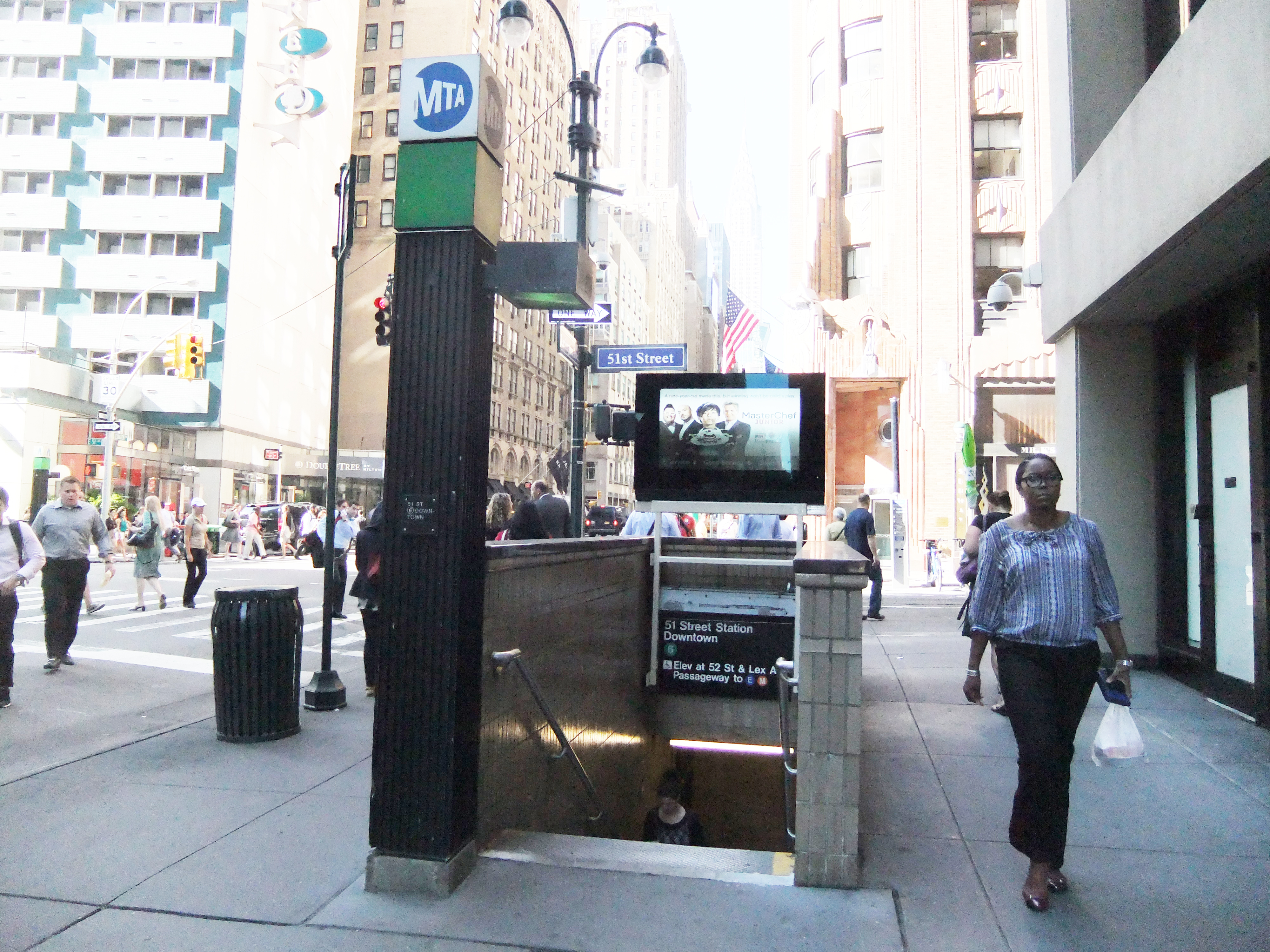
南行ホームへの階段

## INDクイーンズ・ブールバード線
INDクイーンズ・ブールバード線レキシントン・アベニュー-53丁目駅（レキシントン・アベニュー-53ちょうめえき、英語: Lexington Avenue–53rd Street）、かつてはレキシントン・アベニュー-3番街駅（レキシントン・アベニュー-3ばんがいえき、英語: Lexington–3rd Avenues）は1933年8月19日に開業した島式ホーム1面と線路2線を有した1面2線の地下駅である。駅はIRTレキシントン・アベニュー線の線路を避けるため深い位置に建設されており、改札階へ向かうには長いエスカレーターか階段を使う必要がある。
当駅の線路壁面はタイルなどで覆われておらずトンネル壁面がそのまま見えている。また、駅東側では線路はイースト川を潜りロングアイランドシティへと入る。

### 出入口
駅東端に無人の改札口がある。ここからは3番街と53丁目の交差点の四隅にそれぞれ1つずつ、計4つの階段が出ている。かつての名称であるレキシントン・アベニュー-3番街駅はこの出口から来ている。駅西端には終日開いている改札口があり、レキシントン・アベニューと53丁目の交差点北西と南西に1つずつ、計2つの階段が出ている。

### アートワーク
1976年、エクソンモービル社からの資金提供を受けて、当駅には新しい"巧みでユーモラスな落書き" (artfully humorous graffiti) の壁画とアートワークを設置した。このほか、2004年にアル・ヘルドにより製作された『Passing Through』というアートワークも設置されている。改札階の壁面にはガラスモザイクが施されている。

### 画像

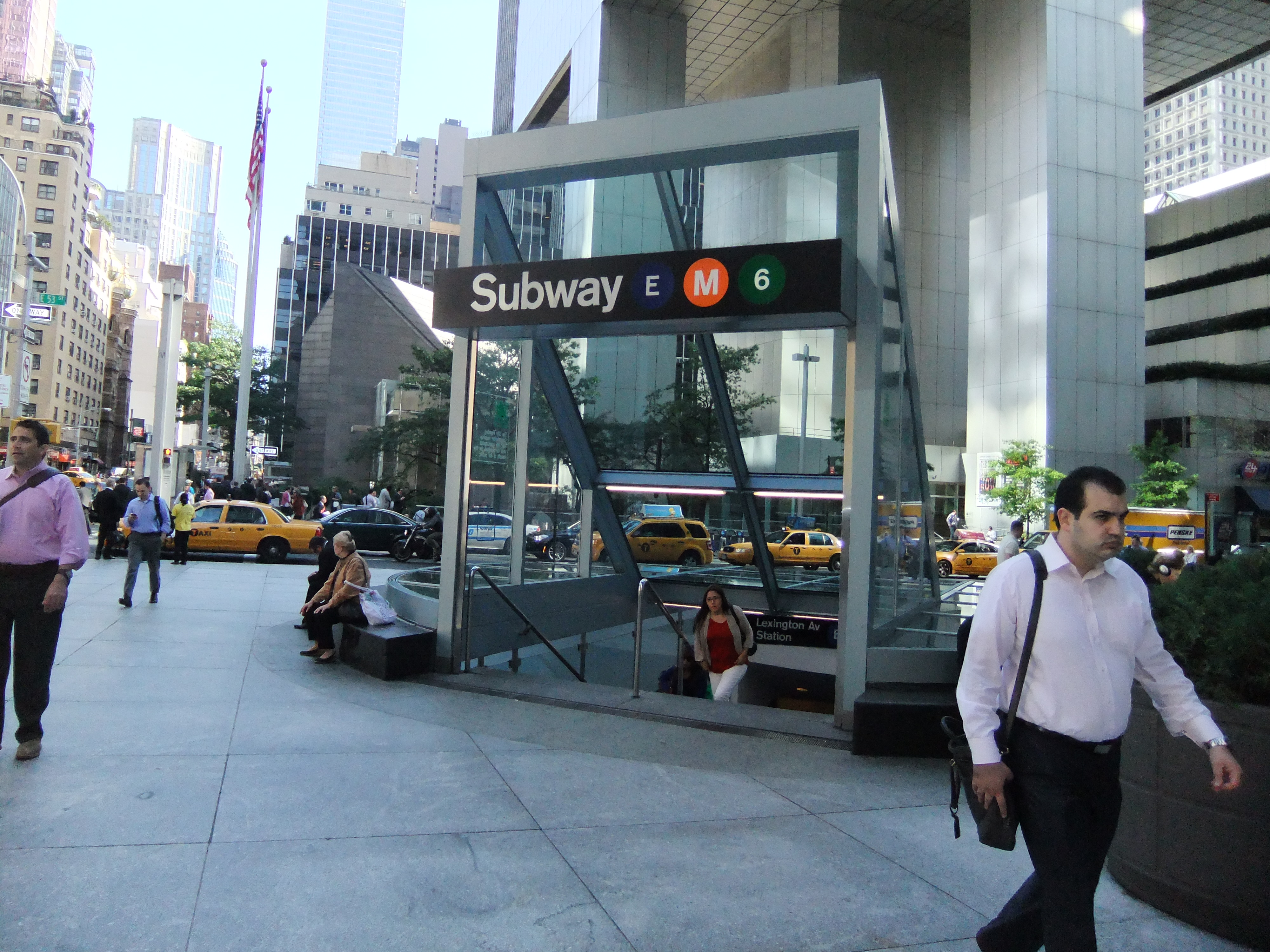
599レキシントン・アベニューの入口付近にある地下鉄入口
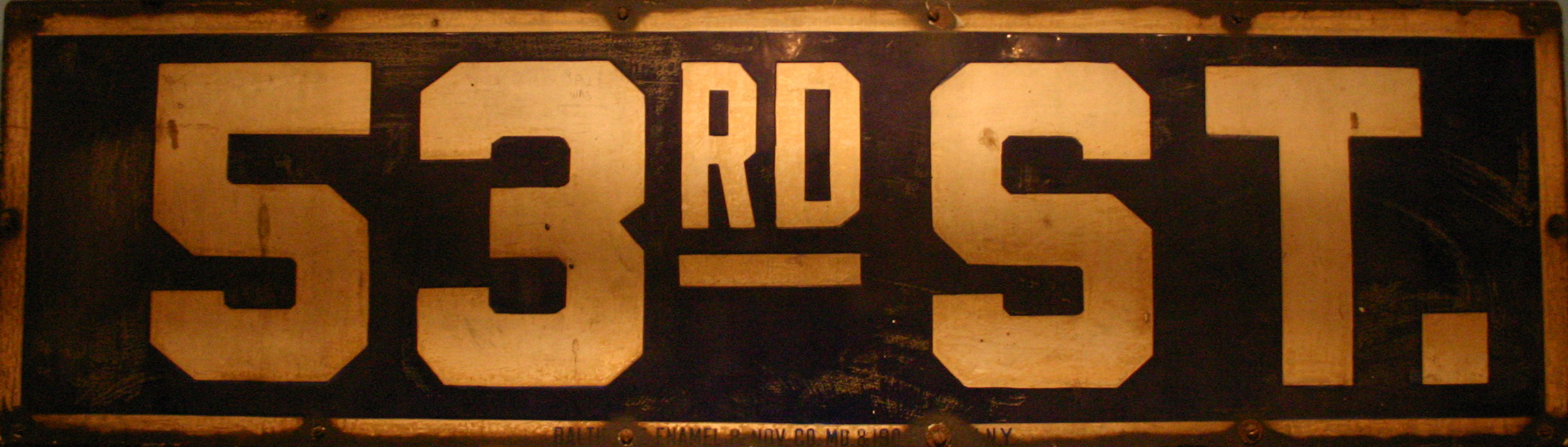
昔の駅名標
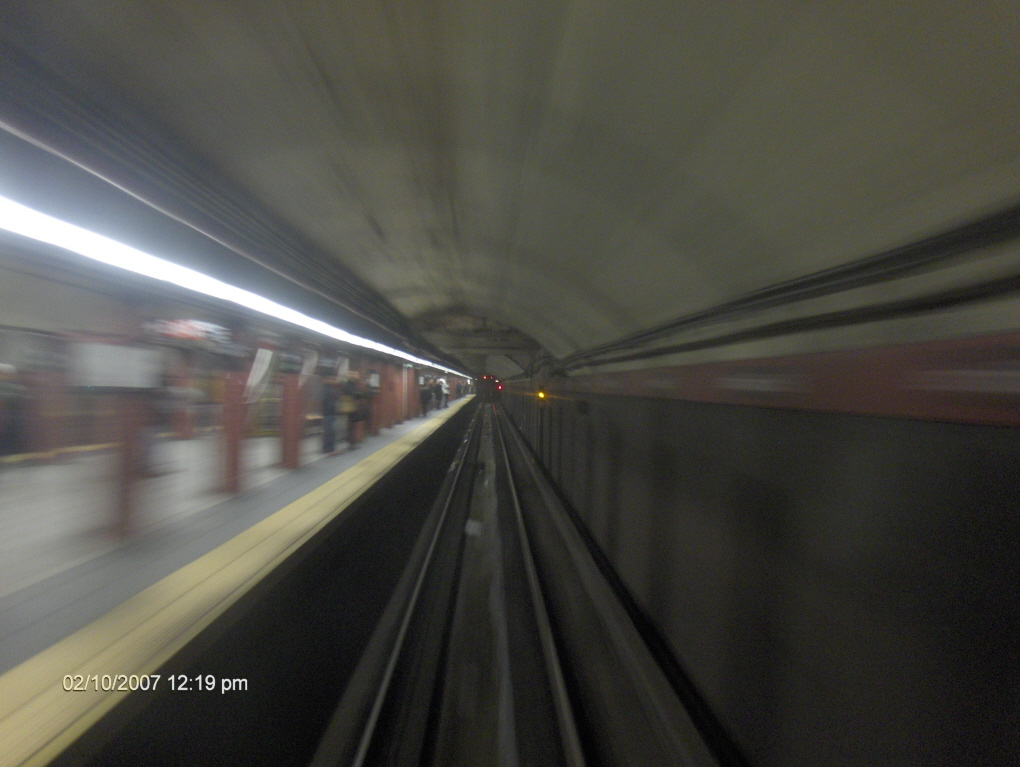
駅に入線するE系統の列車からの眺め
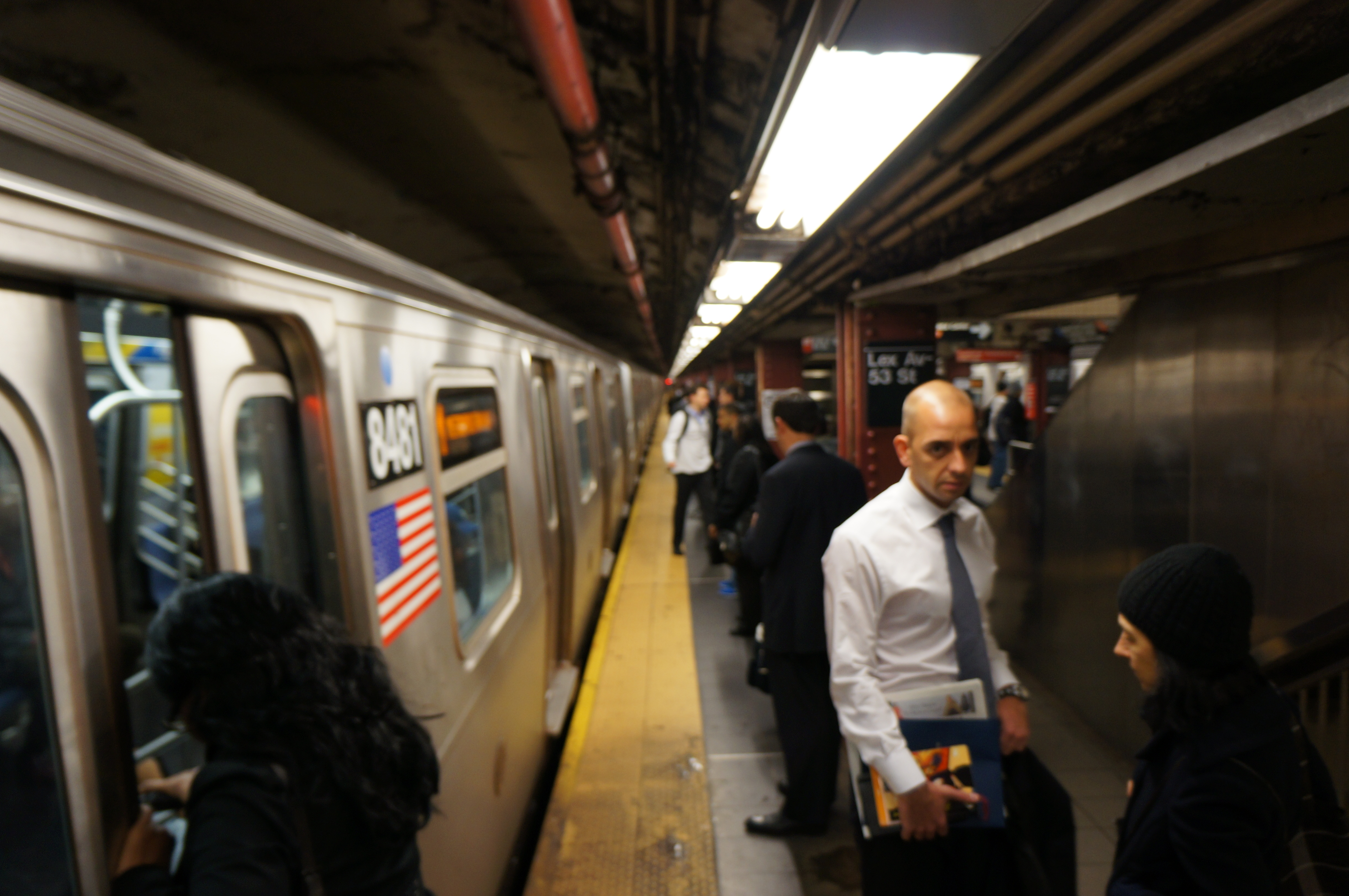
南行M系統R160A形電車が駅に停車中